# Emilia Toscanelli Peruzzi
Emilia Toscanelli Peruzzi (Pisa, 14 febbraio 1827 – Antella, 8 maggio 1900) è stata una patriota italiana.

## Biografia

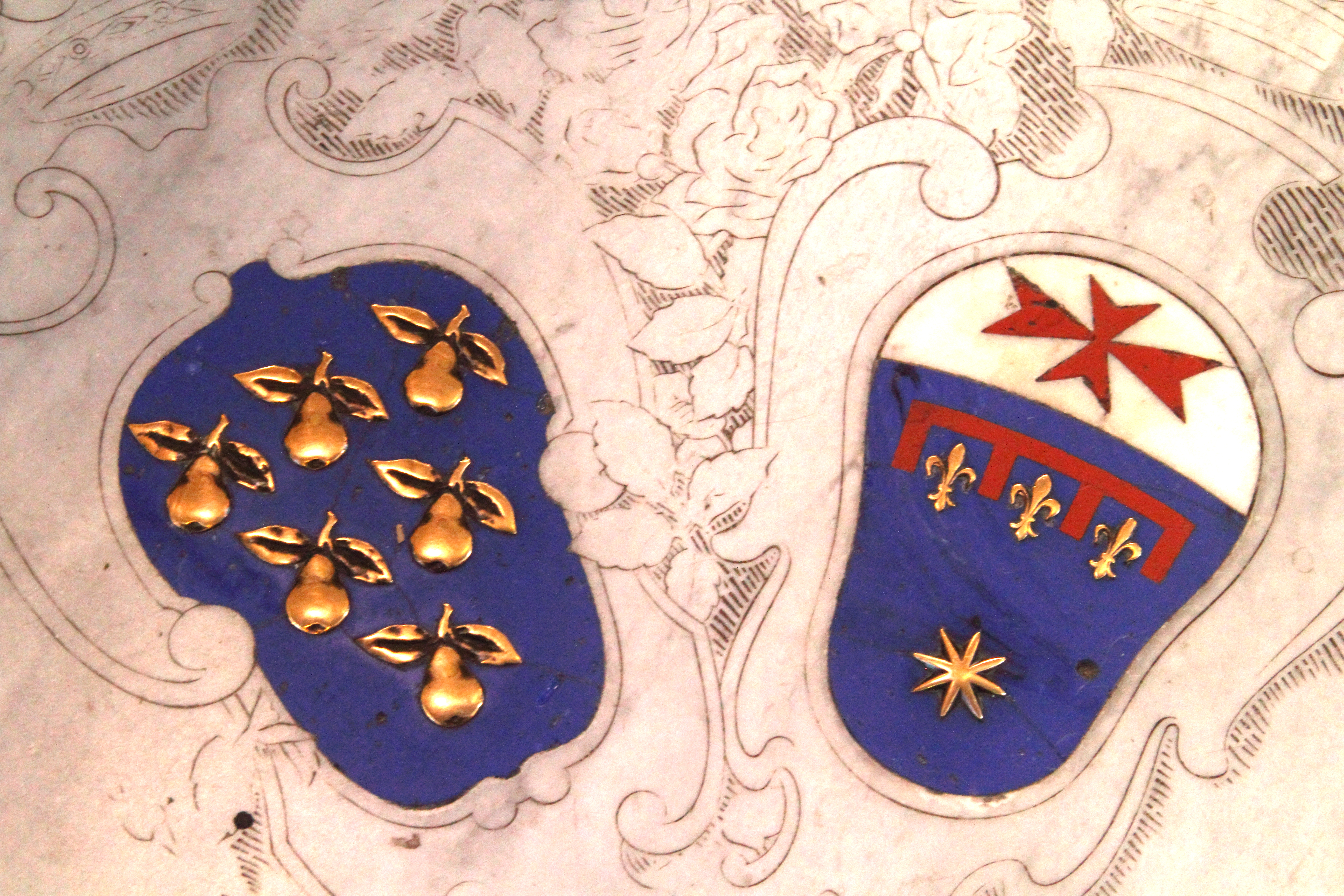
Stemmi Peruzzi e Toscanelli sulla tomba di Emilia in Santa Croce a Firenze

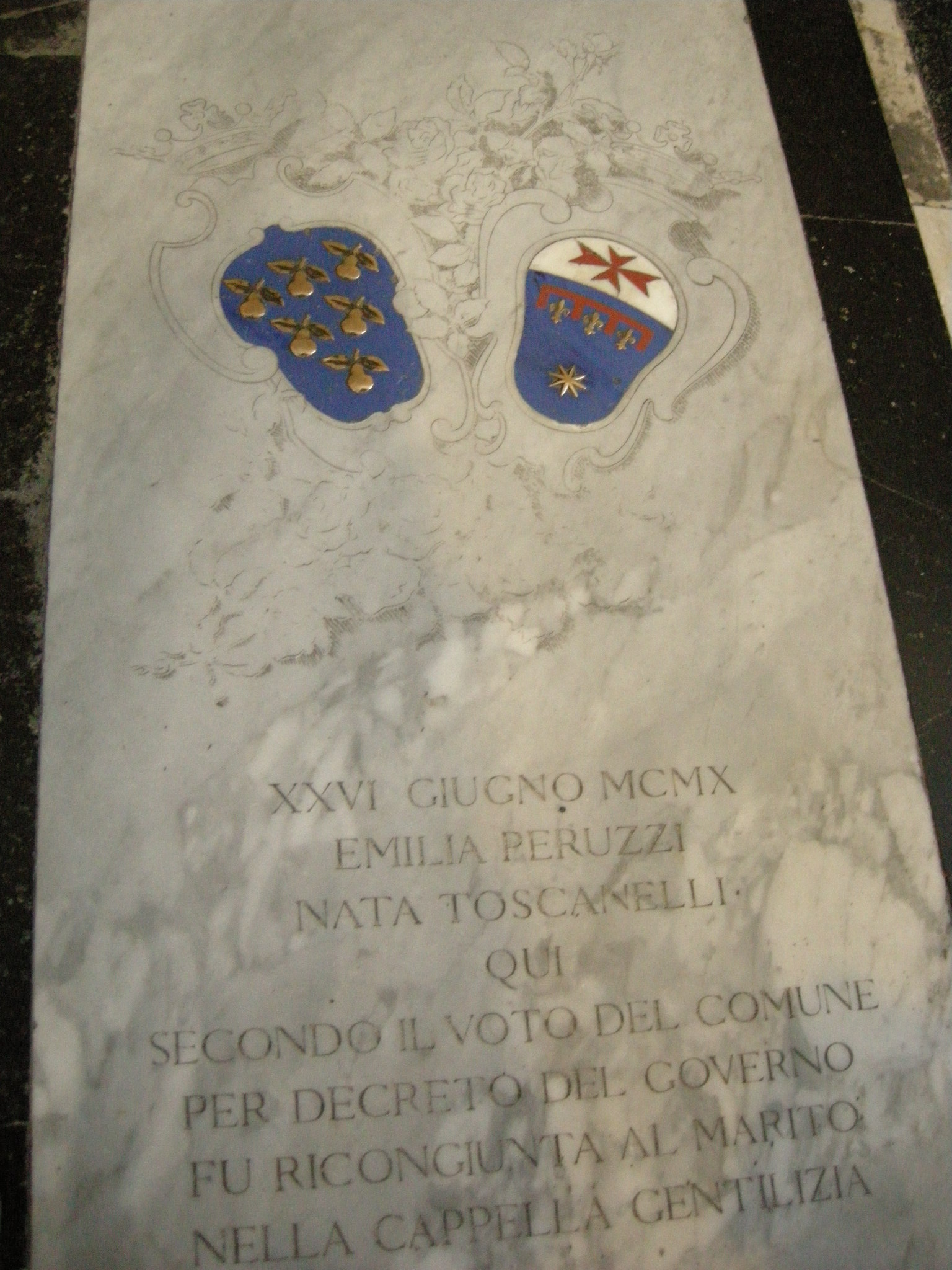
Tomba nella cappella Peruzzi

Emilia Toscanelli nacque da due ricche famiglie borghesi nel palazzo paterno sul Lungarno di Pisa. Il padre Giovanni Battista apparteneva ad una ricca famiglia imprenditoriale; la madre, nobildonna Angiola, risaliva alla famiglia dei Cipriani che avevano possedimenti in Corsica ed erano cugini di Napoleone Bonaparte.
La sua prima educazione avvenne a cura della madre nel palazzo pisano del padre. Anche il clima familiare di casa Toscanelli, frequentata da personalità come Antonio Rosmini, Giovanni Battista Niccolini, Vincenzo Salvagnoli ed altri concorse alla formazione di Emiliache fin da giovanetta mostrò interesse per gli avvenimenti politici nazionali e, grazie alla sua curiosità intellettuale, seppe dotarsi di una cultura cosmopolita poliglotta.Cattolica, fu grande ammiratrice di Gioberti e rimase sempre legata all’idea di una soluzione moderata del Risorgimento.
Il 10 marzo 1850, nel salotto di Carlotta Marchesini Torrigiani, conobbe di persona Ubaldino Peruzzi che, nonostante la sua giovane età, ricopriva già la carica di gonfaloniere. I due entrarono subito in sintonia e si sposarono quell'anno stesso.Dopo il matrimonio la coppia si stabilì a Firenze. e qui, nel palazzo del marito in Borgo dei Greci, memore dell'esperienza vissuta a Pisa nella casa paterna, Emilia creò quello che specialmente durante il periodo di Firenze Capitale fu il più importante salotto politico e culturale del tempo, conosciuto come Il salotto rossonel quale non si davano pranzi, non c'era un pianoforte per fare musica ma vi si discuteva di lettere, di politica e di cultura. Tra i frequentatori più assidui si ricordano: Edmondo de Amicis (che a Emilia Peruzzi dedicò il suo libro Cuore), Ada Negri, Giacomo Zanella, Ruggero Bonghi, Emilio Visconti Venosta, Renato Fucini, Silvio Spaventa, Paolo Mantegazza, Marco Minghetti, Pasquale Villari e molti altri.Nei mesi estivi il salotto si trasferiva nella Villa Peruzzi all'Antella.
Emilia seguì il marito nei suoi viaggi e cambi di domicilio determinati da impegni politici e di Stato. Nel 1859 fu con lui a Parigi e lo aiutò a convincere Napoleone III ad appoggiare l’unione della Toscana al  Regno d’Italia. Quando Ubaldino fu chiamato dal Cavour ad assumere incarichi ministeriali dal 1861 al 1864 entrambi i Peruzzi abitarono a Torino. Così come quando in quegli anni il marito fece un viaggio attraverso le province meridionali Emilia lo accompagnò.
Ubaldino morì all'Antella il 9 settembre 1891 e le sue spoglie, per volere della municipalità di Firenze, furono traslate nella basilica di Santa Croce.Emilia continuò a ricevere nel suo salotto fino alle soglie del nuovo secolo. I suoi ultimi anni furono piuttosto tristi; ormai cieca, era costretta a passare l'inverno a Viareggio per trovare un clima meno rigido.La villa dell'Antella fu venduta a sua insaputa per coprire debiti.
Morì nove anni dopo il marito accanto al quale fu sepolta in Santa Croce.